# جيليان ماكين
جيليان ماكين هي كاتِبة وشاعرة كندية، ولدت في 1966.